# Epirrhoe aparinata
Epirrhoe aparinata är en fjärilsart som beskrevs av Jacob Hübner 1825. Epirrhoe aparinata ingår i släktet Epirrhoe och familjen mätare. Inga underarter finns listade i Catalogue of Life.